# Тыниссон, Карл
Карл Михайлович Тыниссон, известен также, как Карлис Тэнниссонс (на основе латышского написания) или Карл Теннисон (устаревшая русская транскрипция) или Брат Вахиндра (эст. Karl Tõnisson; 20 августа (1 сентября) 1873 — 9 мая 1962) — эстонский буддийский монах, проповедник и писатель.

## Биография

### Ранние годы и образование
Тыниссон родился 20 августа 1873 года в Лифляндской губернии Российской империи вблизи Пыльтсамаа на хуторе Одратси. В 1892 году  поступил на философский факультет Петербургского университета. Во время обучения в университете проживал у друга своего отца, Э. Э. Ухтомского, которых объединяло общее увлечение этнографией. В доме Ухтомских Тыниссон встречался с учившимся в Петербурге Р. Ф. Унгерн-Штернбергом, который неоднократно посещал Ухтомских вместе с Тундутовым.

### Путешествие во Внешнюю Монголию
В 1893 году Тыниссон впервые отправился в Бурятию изучать буддизм. В 1900 году Карл Тыниссон побывал на Камчатке, в Бурятии, Монголии и в Китае. С апреля по август 1903 года Тыниссон находился в Петропавловске-Камчатском, первого сентября он отбыл во Владивосток. До лета 1905 года Тыниссон посетил Гоби. В Урге Агван Доржиев познакомил его с Далай-ламой XIII. В 1906 году Тыниссон встречался в монастыре Эрдэни-Дзу с Джа-ламой, в Урге останавливался у Богдо-гэгэна VIII.

### Лекторская деятельность и военная служба
В 1907 году Тыниссон отправился из Тувы в Оренбург, где в марте он прочитал целую серию лекций по буддизму. Из Оренбурга прибыл в Самару, затем в Саратов и в Астрахань, где был принят Ламой калмыцкого народа. В 1909 году Тыниссон издал в Риге первую книгу на русском языке «Ученье о том, как человек станет бессмертным». В 1912 году в Тарту был выпущен сборник его стихотворений. В 1914 году Тыниссона в качестве одного из 5 гелонгов зачислили в штат Петербургского дацана.
После начала Первой мировой войны Тыниссон был призван в армию; служил в 4-м Кавказском полку, участвовал в сражениях в Восточной Пруссии. В 1915 году Тыниссон участвовал при окружении и взятии крепости Пшемысль, за что был награждён Георгиевским крестом. Вскоре после этого Тыниссон ушёл в отставку и после официального открытия дацана уехал в Бурятию, а затем, через Монголию — в Тибет.
В 1920 году Доржиев назначил Тыниссона главой Петроградского дацана. В 1922 году эстонское представительство отказало Тыниссону в выдаче визы для въезда в Эстонию. В 1923 году он переехал в Тарту, а оттуда через год - в Ригу, где организовал первую буддистскую общину в Латвии. В 1928—1930 годах издал книги «Будущая светская Пан-Балтония» и «Я, и мои последователи верим».

### В Юго-Восточной Азии
В 1931 году Тыниссон и вместе со своим последователем Фридрихом Лустигом (1912-1989) перебрались навсегда в Азию, надеясь дойти до Тибета; проведя в 1935—1936 годах полтора года в Китае. В 1941 году они критиковали в прессе правительство Таиланда за его поддержку политики Японской империи. В 1949 году они были высланы из Таиланда в Бирму, где проживали как монахи школы хинаяны. В 1956 году Тыниссон и Лустиг посетили IV Всемирный Конгресс буддистов в Катманду. 9 мая 1962 года Тыниссон скончался.